# Набієв Руслан Мухума-огли
Руслан Набієв (повне ім'я: Руслан Мухума оглу Набієв; 16 липня 1996, Даначі, Загатальський район — 8 грудня 2020, Суговушан, Тертерський район) — солдат збройних сил Азербайджану, загинув у Другій Карабахській війні.

## Життя та військова служба
Руслан Набієв народився 16 липня 1996 року в селі Даначі Загатальської області. Початкову освіту здобув у середній школі No1 села Даначі.

## Участь і смерть у Другій Карабахській війні
Руслана Набієва призвали на військову підготовку 21 вересня 2020 року, а 27 вересня він пішов добровольцем на війну. Брав активну участь у боях в Суговушані, Фізулі та інших регіонах. Після закінчення Вітчизняної війни пішов добровольцем у Суговушан. Асгар Набієв Руслан Мухума оглу був героїчно вбитий 8 грудня 2020 року в напрямку села Суговушан Татарської області. Згідно з розпорядженням президента Азербайджану Ільхама Алієва від 15.12.2020 р. Асгар Набієв був нагороджений медаллю «За Батьківщину» після смерті Руслана Мухума оглу за участь у військових операціях з метою забезпечення територіальної цілісності Азербайджанської Республіки та почесне виконання своїх обов'язків під час виконання завдань, покладених на військову частину. було нагороджено с.

## Нагороди
- Медаль «За Батьківщину» (15.12.2020; посмертно)